# Christo Albertyn Smith
Christo Albertyn Smith (* 26. April 1898 in Boksburg, Transvaal; † 23. November 1956 in Canberra, Australien), in manchen Publikationen auch unter dem Akronym C. A. Smith genannt, war ein südafrikanischer Botaniker und Journalist. Sein offizielles botanisches Autorenkürzel lautet „C.A.Sm.“.

## Leben
Smiths Eltern Pieter Adrian Smith und Deborah Katrina Albertyn waren beide Lehrer in Boksburg. Nach einem Studium an der Universität Stellenbosch erlangte Smith im Jahr 1920 den Bachelor of Science. Von 1921 bis 1924 war er Biologielehrer an verschiedenen Schulen in der Kapprovinz. 1925 wurde er Mitarbeiter an der Abteilung für Botanik am National Herbarium in Pretoria. Zwischen 1928 und 1931 war er Verbindungsbeauftragter für botanische Fragen zu den Royal Botanic Gardens (Kew). Anschließend wandte er sich dem botanischen Journalismus zu und arbeitete einige Jahre als Landwirtschaftsredakteur bei der Zeitung Natal Witness in Pietermaritzburg. 1946 begann er eine Tätigkeit als Mitarbeiter des Informationsamts der Unionsregierung (Department of State Information). Anfang 1954 wurde er als Presseattaché nach Canberra entsandt. 
Smith war an den Erstbeschreibungen beziehungsweise Revisionen von über 150 Pflanzentaxa aus den Familien Crassulaceae, Leguminosae,  Chenopodiaceae, Vitaceae, Asteraceae, Celastraceae, Scrophulariaceae, Brassicaceae, Hyacinthaceae, Oleaceae, Geraniaceae, Poaceae, Portulacaceae und Rutaceae beteiligt. Seine Sammlung von 4600 Belegexemplaren befindet sich im National Herbarium in Pretoria und in den Royal Botanic Gardens von Kew (London).
Seine lebenslangen Aufzeichnungen der Trivialnamen von Pflanzen, die bis zu seinen frühen Studien am Kap zurückreichen, führten im Jahr 1966 zur posthumen Veröffentlichung seines Werkes Common names of South African plants durch Edwin Percy Phillips und Estelle van Hoepen.

## Dedikationsnamen
Nach Smith ist die Art Malephora smithii aus der Familie der Mittagsblumengewächse benannt.